# Campus 12
 (avril 2021).
Si vous disposez d'ouvrages ou d'articles de référence ou si vous connaissez des sites web de qualité traitant du thème abordé ici, merci de compléter l'article en donnant les références utiles à sa vérifiabilité et en les liant à la section « Notes et références ».
Campus 12 est une série télévisée belge de 155 épisodes, diffusée pour la première fois en 2018 sur la chaîne Ketnet. En France, elle est diffusée sur Télétoon+ depuis 2019.

## Synopsis

### Saison 1
Noah De Smidt, un jeune boxeur est pris au dépourvu par la disparition de sa sœur jumelle Bo De Smidt, qui disparaît mystérieusement sous ses yeux avec tous ses souvenirs. Plus personne ne se souvient d'elle. Tous, sauf lui et Sam, le garçon dont Bo était secrètement amoureuse. Ils décident de la retrouver. Leurs recherches les mènent tout droit à la chorale du théâtre de la famille Vincke qui est depuis toujours ennemie avec la famille de Noah et découvre un passage secret avec 12 "campus" (énigmes) et doivent les résoudre, et Noah doit devenir membre de la chorale des "12" en secret. Si il veut avoir accès aux 12 campus,mais pour pouvoir y arriver les deux garçons devront faire preuve d'intelligence et se servir des connaissance en physique, en sciences,en langue et surtout de persévérance .Sam et ce dernier parviennent à le dernier campus à l'aide d'une fusée. Après tout les 12 campus résolues, Noah et Sam découvrent une nouvelle pièce avec une table hexagonale et un petit papier avec un code qui est en fait un rendez-vous et là, quand ils ont appuyé sur une brique du mur qui masquait une porte cachée, les deux garçons voient enfin Bo. Ils ont réussi à la retrouver. Puis elle raconte à Noah et Sam qu'elle a été enfermée et qu'elle a caché une des 3 pierres chez eux.

### Saison 2
Noah et Sam ont retrouvé Bo, mais elle doit s’échapper pour semer les Rosicruciens (les alchimistes qui l’ont fait disparaître). Mais ces derniers ont compris que Noah et Sam détiennent la pierre de la création, que Bo leur a confié et sont prêts à tout pour la détenir. Même mettre Dante et Louise en péril… Pour les deux jeunes hommes, la quête continue, même avec les activités et leurs devoirs, telles que la boxe et la chorale.
La seule solution pour Noah et Sam : trouver la pierre des âmes pour que tout redevienne comme avant…

## Fiche technique
Sauf indication contraire, les informations mentionnées dans cette section peuvent être confirmées par la base de données cinématographiques IMDb,  présente dans la section « Liens externes ».
- Titre original : Campus 12
- Titre français : Campus 12
- Réalisation : Gertjan Booy, Jeroen Dumoulein, Samir Devedzic
- Scénario : Bjorn Van den Eynde, Annelies Van de Woestyne, Elke De Gezelle, Lisa Van Melkebeke et Anja Van Mensel.
- Musique : Noah De Smidt, Sam Hendrickx, Louise Vincke, Emilie Bello
- Société de production : Studio 100
- Production : Sofie Buytaert, Arzu Cetinkaya, Nils Dezaeger
- Pays d'origine :  Belgique
- Langue originale : Néerlandais
- Format : Couleur - 1080i (HDTV)-16/9
- Nombre d'épisodes : 155 (3 saisons)
- Durée : environ 12 minutes
- Dates de première diffusion : 
  -  Belgique : 3 septembre 2018
  -  France : en 2019
- Classification : Adulte (en septembre 2018) tous publics (depuis 2020)

## Distribution
- Jasper Heyman (VFB : Arnaud Van Parys) : Noah De Smidt
- Lennart Lemmens (VFB : Florent Minotti) : Sam Hendrickx
- Lisa Gerlo : Bo De Smidt, jumelle de Noah, petite amie de Sam
- Bünyamin Yürük : Dante De Smidt, frère de Noah et Bo
- Nina Rey (VFB : Sarah Woestyn) : Louise Vincke, petite amie de Noah
- Pieter Casteleyn : Frederik Vincke, frère de Louise et Olivier
- Hilde De Baerdemaeker (VFB : Delphine Chauvier) : Céleste Vincke, mère de Louise, Frederik et Olivier
- Jelisa van Schijndel : Emilie Bello, meilleure amie de Louise
- Naomi Janssens : Hanne Dubois, petite amie de  Dante
- Mathias Sercu : Ward De Smidt, père de Noah, Bo et Dante
- Thomas Van Caeneghem : Jeroen
- Laurens Raveel : 	Tygo Mille

Voix non attribuée[pertinence contestée] : Marie Braam, Sarah Brahy, Séverine De Witte, Sarah Dupré, Xavier Elsen, Pierre Lafleur, Lise Leclercq, Bertrand Laplae, Maxime Van Santfoort, Nathalie Van Tongelen, Laurent Van Wetter.
Doublage (en Belgique)
- Studio : Nice Fellow Belgique
- Direction artistique : Marie Van Ermengem & Monia Douieb
- Adaptation : Eugénie Delporte et Isabelle Legros